# Latok I
Latok I je hora vysoká 7 145 m n. m. nacházející se v pohoří Karákóram v Pákistánu. Je to nejvyšší vrchol horské skupiny Latok.

## Vrcholy skupiny Latok
- Latok I: 7145 m
- Latok II: 7108 m
- Latok III: 6946 m
- Latok IV: 6456 m

## Prvovýstup
Prvovýstup provedli z japonské expedice horolezci Sin'e Matsumi, Tsuneo Shigehiro a Yu Watanabe. Vystoupili na vrchol Latoku I dne 19. července 1979 a posléze 22. července vystoupili na vrchol i Hideo Muto, Jun'ichi Oku a Kota Endo.